# Spółgłoska zwarta z retrofleksją bezdźwięczna
Spółgłoska zwarta z retrofleksją bezdźwięczna – rodzaj dźwięku spółgłoskowego występujący w językach naturalnych, oznaczany w międzynarodowej transkrypcji fonetycznej IPA symbolem [ʈ].

## Artykulacja
W czasie artykulacji tej spółgłoski:
- modulowany jest strumień powietrza wydychany z płuc, czyli jest to spółgłoska płucna egresywna
- tylna część podniebienia miękkiego zamyka dostęp do jamy nosowej, jest to spółgłoska ustna
- prąd powietrza w jamie ustnej uchodzi wzdłuż środkowej linii języka – spółgłoska środkowa
- czubek języka dotyka podniebienia twardego – jest to spółgłoska z retrofleksją
- dochodzi do całkowitego zablokowania przepływu powietrza przez jamę ustną i nosową, a następnie do przerwania utworzonej blokady i wybuchu (plozji) – jest to spółgłoska zwarta.
- wiązadła głosowe nie drgają, spółgłoska ta jest bezdźwięczna

### Warianty
Można wyróżnić zasadniczo dwa typy retrofleksji:
- artykulację apikalno-postalweolarną – koniuszek języka zostaje uniesiony ku górze i zbliża się (ew. styka) z obszarem tuż za dziąsłami,
- artykulację subapikalno-prepalatalną – przód języka wygina się ku górze i do tyłu, tak że spodnia część języka zbliża się (ew. styka) z początkowym odcinkiem podniebienia twardego.

## Przykłady
| Język                                     | Wyraz | IPA      | Znaczenie |
| ----------------------------------------- | ----- | -------- | --------- |
| Brahui                                    | asiṭ  | [asiʈ]   | jeden     |
| Hindi                                     | ठीक    | [ʈʰiːk]  | świetny   |
| Malajalam                                 | അഠുക   | [aʈuka]  | gotować   |
| Norweski (dialekty wschodnie i centralne) | svart | [sʋɑʈ]   | czarny    |
| Paszto                                    | ټول   | [ʈol]    | wszystko  |
| Sycylijski                                | trenu | ['ʈɽenu] | pociąg    |
| Szwedzki                                  | karta | [kʰɑːʈa] | mapa      |
| Tamilski                                  | எட்டு   | [eʈʈɯ]   | osiem     |
| Telugu                                    | టఠ్ఠు   | [tʌʈʈu]  | uderzyć   |

## Terminologia
Spółgłoska z retrofleksją to inaczej szczytowa lub cerebralna.